# رياضة عقل

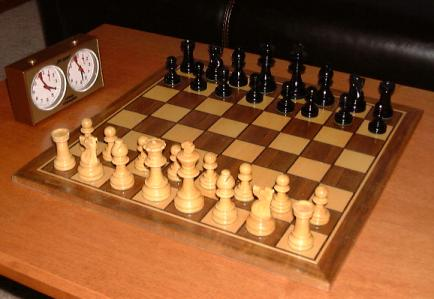

رياضة عقل (بالإنجليزية: Mind sport)‏ هي رياضة أو لعبة مهارات يكون فيها العنصر الذهني أهم من العنصر البدني . العديد من ألعاب الألواح وألعاب الورق توصف بأنها رياضات العقل وكذلك أيضا القراءة السريعة وبرمجة الحاسوب .
أمثلة لرياضات العقل :
- الشطرنج
- سكرابل
- باكجامون